# سانی احمد
سانی اَحمِد مربی بسکتبال حرفه ای نیجریه است که از سال ۲۰۰۶ هدایت تیم بسکتبال ستون های کانو را انجام داده است. 
وی در سالهای ۲۰۰۶، ۲۰۱۰ و ۲۰۱۳ سرمربی تیم ملی بسکتبال نیجریه بود .  

## پیوند ب بیرون
مشارکت‌کنندگان ویکی‌پدیا. «Sani Ahmed». در دانشنامهٔ ویکی‌پدیای انگلیسی، بازبینی‌شده در ۱۷ مارس ۲۰۲۰.